# Yōshoku

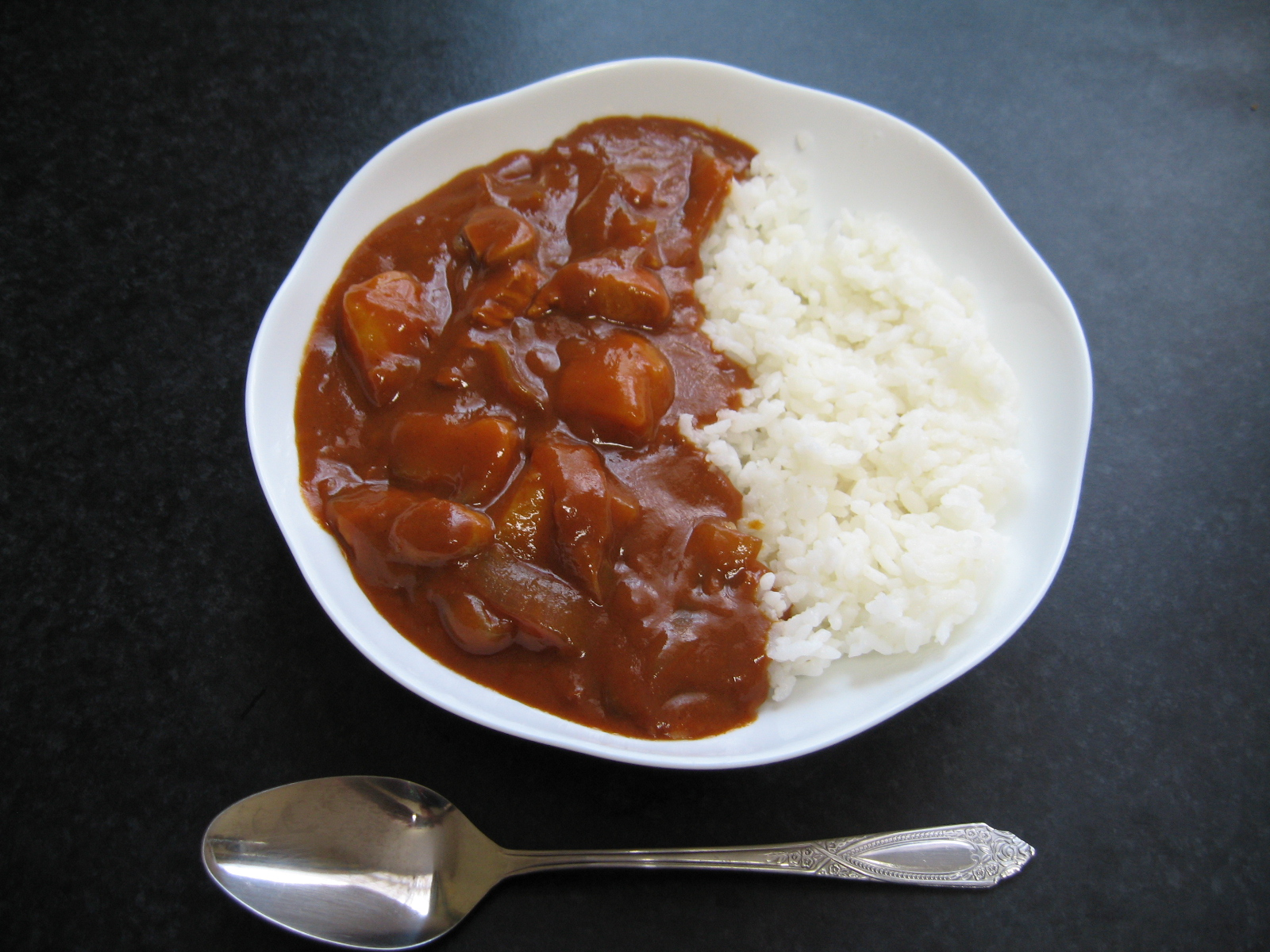
Arroz Hayashi

En la cocina japonesa, yōshoku (洋食?) hace referencia al estilo occidental introducido en la cocina tradicional japonesa que se originó tras la Restauración Meiji posterior al periodo Sakoku. Es una forma abreviada de la palabra seiyōshoku (西洋食) (que significa literalmente cocina occidental) en contraposición el estilo washoku.

## Historia
Al comienzo de la Restauración Meiji, iniciada en el año 1868, la seclusión nacional en Japón fue eliminada y el emperador Meiji declaró las ideas occidentales como una idea de progreso para Japón. Como parte de las reformas introducidas el Emperador permitió relajar las prohibiciones a la entrada de carne roja y promovió la realización de ciertos platos occidentales.  Yōshoku fue creado, por lo tanto, como resultado de esa idea expansiva de aceptar recetas occidentales en las que la carne roja es un elemento en común. Esto es así por haber sido un tipo de carne poco habitual en aquella época. Algunos de los platos posteriores son el Beef Stroganov y posteriormente las hamburguesas (a mediados de los años cincuenta). 
Muchos japoneses, en particular aquellos que son de la vieja generación poseen una afectividad hacia los métodos tradicionales, en particular hacia el yōshoku y lo identifican con la comida casera tradicional.  Las grandes cadenas de restaurantes como Denny's, son considerados esencialmente establecimientos yōshoku. Sin embargo existen cada vez más establecimientos yōshoku en Japón restaurants tal y como Shiseido Parlor en Ginza y Taimeiken en Nihonbashi.  Algunos restaurantes se han especializado en algunos tipos de platos como es el caso del curry japonés o el katsu.